# Ptychomnion falcatulum
Ptychomnion falcatulum là một loài rêu trong họ Ptychomniaceae. Loài này được Broth. mô tả khoa học đầu tiên năm 1924.